# کلیسای جامع نور

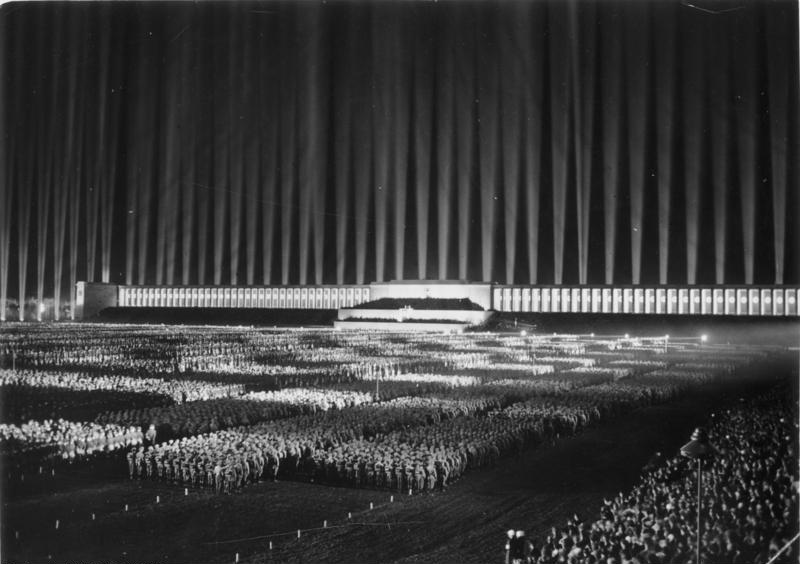
کلیسای جامع نور در زپلینفلد

کلیسای جامع نور از ویژگی‌های زیبایی شناسانه رژه‌های نورنبرگ بود که از ۱۳۰ چراغ جستجوی ضد هوایی در فواصل ۱۲ متری که به سوی آسمان نشانه گرفته بودند تا مجموعه نوارهای عمودی در پیرامون تماشاچیان را به وجود آورند تشکیل می‌شد. نتیجه دیدنی بود. این برنامه در فیلم فستلیشز نورنبرگ ثبت شده‌است.